# Club Atlético Olimpia (Minas)
El Club Atlético Olimpia es un club deportivo uruguayo.
Fue a principios de 1924 cuando un grupo de amigos decidieron formar un club para ser presentado en la Liga Minuana de Minas (Uruguay), en el local comercial de Ramón Quintans se reunían para poner nombre al club que iban a fundar, en un rincón de la sala se encontraba una bicicleta cuyo dueño era Ulpiano Moreira, la cual no pasó desapercibida porque prestaba curiosidad en todos los presentes por su esplendor y por tratarse de un modelo nuevo para la época, después de tantos nombres que iban y venían, surge la idea de ponerle al club Olimpia, marca de la bicicleta que se encontraba entre ellos.
Se fundó el 24 de abril de 1924, luego de la reunión que se realizó en la casa del Sr. Ulpiano Moreira, la mayoría de los fundadores provenían del Club Piendibene que por controversias con la AUF habían solicitado afiliación a la Liga Minuana. Su primer presidente fue el Sr. Bautista Vaghetti, la Secretaría la ocupó el Sr. Diego Amilivia y en la Tesorería el Sr. Perpetuo Prieto.
El club tiene su barriada en el B° la Filarmónica, B° Santos Garrido e inmediaciones, posee el Campo de juego en el B° Santos Garrido. Su escenario en forma oficial lo inauguró el 13 de septiembre de 1998, el primer rival fue Lavalleja, el conjunto local cayó derrotado por dos tantos contra uno.

## Instalaciones
Tiene su sede en Brígido Silveira 436, la cancha para mayores fue inaugurada el 13 de septiembre de 1998 en el Barrio la Usina (Santos Garrido); en el mismo predio, tiene una cancha para su club de Baby fútbol que participa con el nombre de Club Atlético Filarmónica.

## Uniforme
- Uniforme titular: La camiseta es blanca con las alas rojas.

- Uniforme alternativo: camiseta color rojo con las alas rojas

## Cuerpo Técnico
- Director Técnico: Donato Trabuco,Hugo Diaz Ledesma
- Ayudante Técnico y DT de Juveniles: Carlos Villete Y Sergio Orique
- Preparador Físico : Santiago Guadalupe
- Entrenador de Arqueros : Gerardo Zeballos
- Kinesiólogo : Fabio Demetrio Larrosa

## Mejor participación en Copa el País o Copa de clubes Campeones del Interior
En el año 2001 se ubicó entre los 8 mejores equipos del país. ksksl

## Participación en Copas Internacionales
En el 2012 fue el primer club uruguayo en participar en la Copa Browiser o Bud Cup en Córdoba, Argentina ubicándose en el 9° puesto[cita requerida].

## Palmarés[3]
- Campeonato Minuano (9): 1927, 1935, 1958, 1983, 1989, 1991, 2000, 2001, 2008 y 2021.

- Mejor actuación en Copa Internacional : 9° en Bud Cup 2012 Córdoba, Argentina